# Diagnosi automatizzata
Per diagnosi automatizzata in medicina si intende l'ausilio di strumenti informatici nel processo diagnostico.
Il sistema nasce come ausilio del medico radiologo, non limitandosi comunque ad esso. Il processo di indagine radiologica è soggetto alla cosiddetta satisfaction of search, cioè al naturale atteggiamento di una persona di concentrarsi su un solo aspetto delle cose: riferendosi al diagnosta tale concetto descrive come sia facile cadere nell'errore di osservare l'immagine radiologica non per quella che è, ma solo per il motivo clinico per il quale è stata richiesta, potenzialmente così tralasciando possibili altri rilievi patologici.
I sistemi di diagnosi assistita dal computer, o CAD (dall'inglese Computer-Aided Detection/Diagnosis), sono piattaforme informatiche che aiutano il medico radiologo nella formulazione della diagnosi, ad esempio evidenziando le più probabili sedi di malattia e/o suggerendo la natura, benigna o maligna, di un reperto. In generale si riferisce a un sistema computerizzato che rileva (in maniera automatica o assistita da un operatore) una serie di sospetti sulle immagini (TC, MRI, etc.) segnalandole al radiologo, al quale spetta di determinare quali delle segnalazioni sono lesioni e quali falsi positivi del sistema. Sebbene negli ultimi anni siano stati proposti numerosi articoli, il tema della detezione automatica delle lesioni neoplastiche è ancora un problema aperto: per questa ragione è bene sottolinare come (attualmente) tutti i sistemi si pongano come aiuto al medico (e non come sostituto dello stesso), ponendosi come strumento atto a ridurre l'enorme mole di lavoro al quale il medico radiologo è sottoposto nella fase di analisi delle immagini biomedicali.